# Ашот Наданян
Ашот Наданян е арменски шахматист, международен майстор от 1997 г. Треньор е на националния отбор на Сингапур. Автор на вариант от Защита Грюнфелд, наречен Вариант „Наданян“: 1.d4 Kf6 2.c4 g6 3.Kc3 d5 4.c:d5 К:d5 5.Ka4.

## Кариера
През 1994 г. завършва Арменския държавен институт по физическа култура и спорт със специалност треньор по шахмат. От 1999 до 2001 г. работи в Кувейт като треньор на мъжкия национален отбор. От 2005 г. е главен треньор на мъжкия национален отбор на Сингапур.
През 2007 г. в Анталия е одобрен за сертифициран треньор на ФИДЕ.
Има две покрити норми за гросмайстор.

## Турнирни резултати
- 1992 – Ченстохова (1-2 м. на открития турнир)
- 1997 – Пасанаури (1–2 м. на открития турнир)
- 1998 – Ню Йорк (4–7 м. на Б-турнира)
- 2004 – Москва (2–3 м. на Мемориал Голдберг)[3]
- 2008 – Таракан (2-3 м. на Купа АСЕАН)[4]; Куала Лампур (3-7 м. на открития турнир)[5]

## Участия на шахматни олимпиади
| Година | Организатор | Отбор       | Класиране (отборно) | Дъска |
| 1996   | Ереван      | Армения - 3 | 42                  | Трета |